# Brauerei Hostan

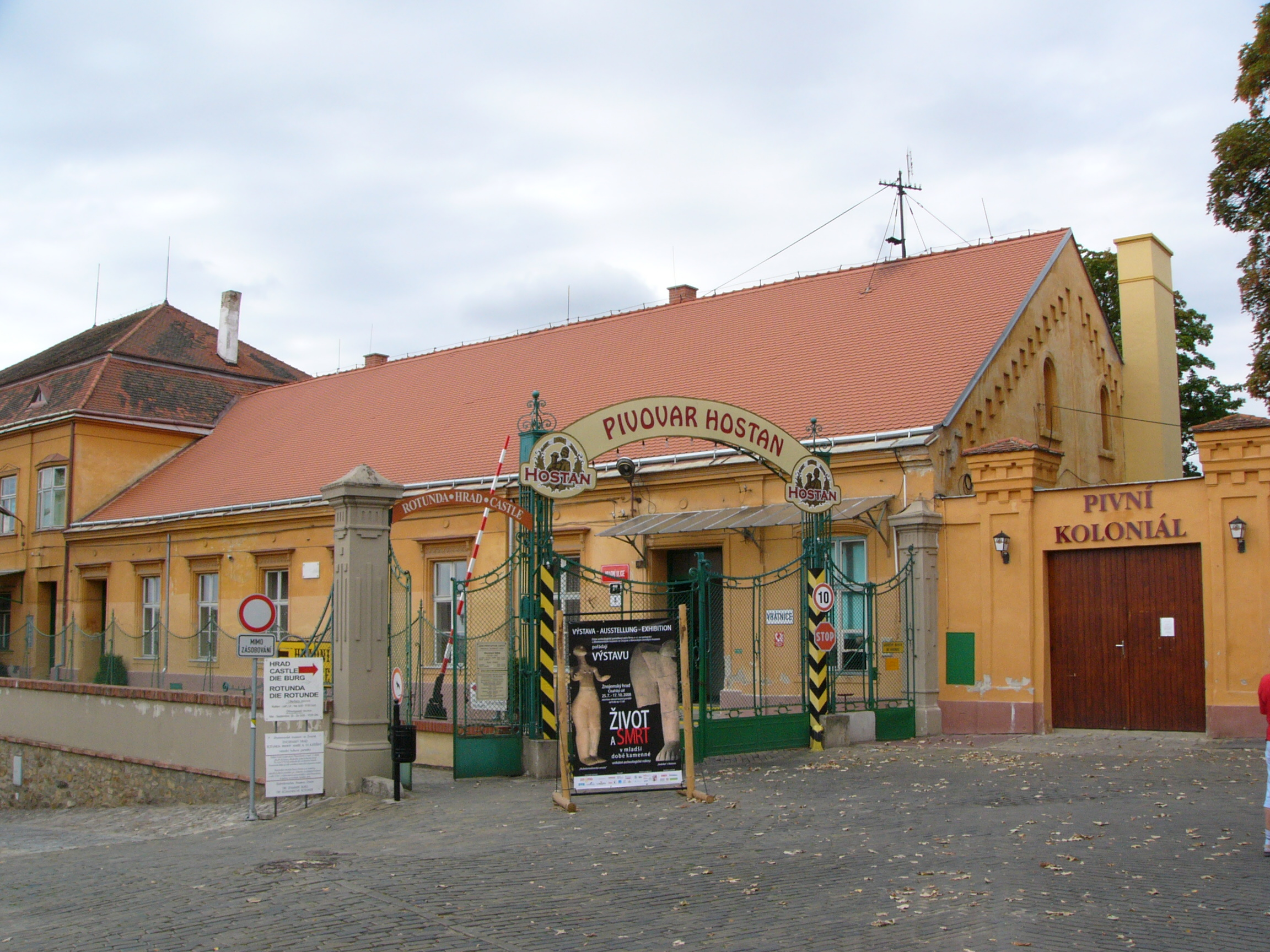
Haupteingang der Brauerei Hostan und der Zugang zur Znaimer Rotunde

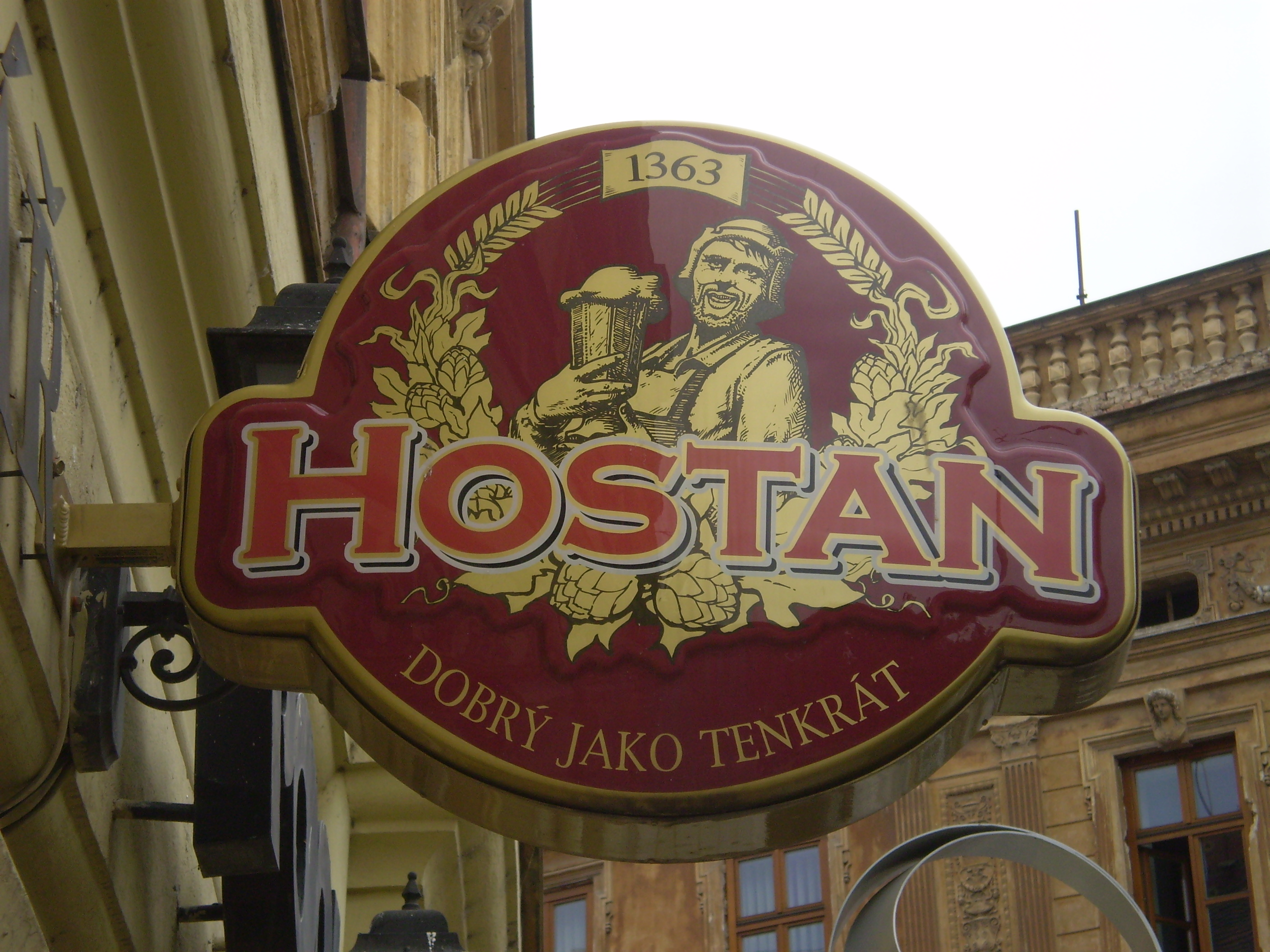
Logo der Brauerei Hostan

Die Brauerei Hostan (tschechisch Pivovar Hostan) war eine Brauerei in Znojmo (Znaim) in Tschechien.

## Geschichte
Das der  südmährischen Stadt Znaim 1278 verliehene Wiener Stadtrecht gab der Stadt unter anderem auch das Recht, Bier zu brauen und dieses auszuschenken.
Um die wirtschaftliche Überlebensfähigkeit der beiden in der Stadt bestehenden bürgerlichen Brauereien zu erhöhen, versuchte 1619 der Stadtrat das Recht auf Weinausschank der Bürger einzuschränken. Eine diesbezügliche Beschwerde der Bürger gegen die Einschränkung ihrer Rechte wurde 1626 von einem General Montenegro zu deren Gunsten entschieden. Vermutlich 1669 oder 1677 verbot der Stadtrat von Znaim den Bürgern bei Strafe, im Schankhaus der Propstei Pöltenberg beim so genannten Rabenstein an der Thaya Wein oder Bier zu konsumieren.
1720 gaben schließlich die beiden Bierbrauereien auf. Der Konkurrenzkampf gegen den billigen, ebenfalls in Znaim gekelterten Wein rentierte sich nicht mehr.
Im gleichen Jahr fasste der Stadtrat den Beschluss, in den ehemaligen Stallungen der Znaimer Vorburg, die 1710 in das Eigentum der Stadt gekommen war, eine eigene Brauerei zu errichten. Zu diesem Zweck wurde an der Nordseite der Burg ein Zubau errichtet sowie ein Gastgarten zwischen der Brauerei und dem 1892 eingestürzten Räuberturm. 1861 wurde die Brauerei von der Familie Maural erworben und zwischen 1864 und 1872 nach Plänen von Josef Unger umgebaut und Richtung Süden verbreitert. Zu weiteren Modernisierungsmaßnahmen kam es in den folgenden Jahren unter dem Braumeister Josef Schweighofer.
Ab 1885 bestand unter Rudolf Wotzilka wieder eine zweite Brauerei in der Stadt. 1890 wurde diese vergrößert und 1900 auf Dampfkochung umgestellt.
Durch die nach dem Zusammenbruch der Donaumonarchie entstandene Staatsgrenze südlich der Stadt verloren beide Znaimer Brauereien in Niederösterreich gelegene Absatzgebiete, so dass 1923 die Brauerei Wotzilka die Biererzeugung aufgab und sich auf die Malzerzeugung verlegte. Durch die im gleichen Jahr erfolgte Vereinigung mit der Brauerei Maural in der Znaimer Burg entstand die Znaimer Brauerei und Malzfabrik, Aktiengesellschaft in Znaim.
In der Zwischenkriegszeit beschäftigte die Znaimer Brauerei bei einer Jahresproduktion von ungefähr 50.000 Hektolitern rund 90 Personen. Mit einigen Lastkraftwagen und Kutschen wurde das Bier von Znaim aus beispielsweise nach Nikolsburg, Dürnholz, Jamnitz, Jarmeritz, Zlabings, Teltsch, Mährisch-Budwitz, Trebitsch, Mißlitz und sogar nach Preßburg verkauft.
Die Mälzerei in der ehemaligen Brauerei Wotzilka wurde in der gleichen Zeit ausgebaut und auf elektrischen Betrieb umgestellt. 10 bis 15 Beschäftigte erzeugten hier Malz für den Eigenbedarf und den Export in die Schweiz, nach Deutschland, Italien und nach Österreich.
Nach 1945 wurde die Znaimer Brauerei und Malzfabrik, Aktiengesellschaft in Znaim verstaatlicht. Erst nach der Samtenen Revolution wurde die Brauerei Hostan wieder privatisiert. Sie steht im Besitz der Brünner Brauerei Starobrno, die ihrerseits im Eigentum des niederländischen Brauereikonzerns Heineken steht.
Die im Juni 2009 angekündigte Schließung der Brauerei und die Verlegung der Produktion von Hostan-Bier nach Brünn wurde mittlerweile vollzogen. Als einer der Gründe für die Stilllegung der Brauerei Hostan wurde deren schlechte Erreichbarkeit des Standortes in Znaim durch das historische Stadtzentrum hindurch genannt.